# 蟹鸻
蟹鸻（学名：Dromas ardeola）是鸻形目的单型科蟹鸻科中的唯一一种。分布于印度洋的西部和北部海岸。通体大部纯白色，后背和翅膀的初级飞羽以及喙为黑色。以蟹为主食，也吃软体动物和蠕虫等，在沙地的洞穴中筑巢，是鹬鸻类中唯一在洞穴中筑巢的种类。叫声嘈杂。